# Trường Vũ (ca sĩ)
Huỳnh Văn Ngoảnh (sinh ngày 25 tháng 2 năm 1963) thường được biết đến với nghệ danh Trường Vũ, là một nam ca sĩ người Mỹ gốc Hoa nổi tiếng với dòng nhạc vàng. Anh là nam ca sĩ thường song ca cùng Như Quỳnh và Tâm Đoan.

## Cuộc đời và sự nghiệp
Trường Vũ tên thật là Huỳnh Văn Ngoảnh (黃文願), "Ngoảnh" ở đây là phiên âm theo tiếng Triều Châu (nguang6) của tên "Nguyện" trong tiếng Việt, sinh ngày 25 tháng 2 năm 1963 tại huyện Vĩnh Châu, tỉnh Bạc Liêu (nay là thị xã Vĩnh Châu, tỉnh Sóc Trăng). Anh là con thứ 5 trong 6 người con của một gia đình người Tiều đã sang lập nghiệp tại Việt Nam từ nhiều đời trước.
Năm 1983, anh vượt biên và ở trại tị nạn Pulau Bidong, Malaysia hơn một năm, sau đó định cư tại thành phố Los Angeles, bang California. Trong thời gian ở đây, việc nghe những băng nhạc thu âm cũ từ quê nhà qua hai giọng ca Chế Linh và Duy Khánh đã ảnh hưởng nhiều tới sự nghiệp sau này của anh. Sau đó, Trường Vũ có ghi danh học trung học phổ thông nhưng đã bỏ ngang vì quá đam mê ca hát.
Vào một dịp tình cờ, ca sĩ Chung Tử Lưu nghe được anh hát và đã mời anh về cộng tác với trung tâm Phượng Hoàng và trung tâm Ca Dao. Thời gian đầu việc thu âm rất khó khăn vì ngôn ngữ thường dùng trong việc giao tiếp hàng ngày của anh là tiếng Triều Châu và tiếng Quảng Đông. Đối với tiếng Việt anh chỉ hiểu những từ đơn giản. Qua lời tâm sự của anh thì người giải thích những bài hát anh chuẩn bị thu âm và hướng dẫn anh trong việc phát âm tiếng Việt đó là cô bạn gái có tên Anh Thư. Ngoài ra cô cũng là người đã khuyến khích và ủng hộ anh đi theo con đường ca hát. Trong thời gian chập chững vào nghề, anh đã theo học với ca nhạc sĩ Duy Khánh trong 5 năm, được ông hướng dẫn về phần nhạc lý và phát âm. Ngoài ra anh còn được nam ca sĩ Chế Linh nhận làm học trò, hướng dẫn anh trong việc giữ hơi và luyến láy.
Từ đó đến nay, Trường Vũ đã cộng tác với nhiều trung tâm sản xuất phát hành nhạc lớn ở hải ngoại như Trung tâm Ca Dao, Trung tâm Phượng Hoàng, Trung tâm Tình, Trung tâm Asia, Trung tâm Vân Sơn, Trung tâm Thúy Nga và xuất hiện trên nhiều băng nhạc, CD, DVD của các trung tâm này.
Ở Trung tâm Vân Sơn, anh thường được ghép tiết mục song ca cùng Tâm Đoan. Ngoài ra, anh còn trình bày các sáng tác của nhạc sĩ Hoàng Nghĩa như "Mộng tha hương", "Xót xa tình đời", "Hạnh phúc thương đau", "Dừng bước", "Bần".
Ở Trung tâm Thúy Nga, anh thường được ghép tiết mục song ca cùng Như Quỳnh. Cặp đôi có khá nhiều bài được khán giả yêu thích như "Nhớ người yêu", "Không giờ rồi", "Phố đêm"...
Anh đặc biệt nổi tiếng với những ca khúc nhạc vàng mang chủ đề nghèo hoặc thất tình như "Nghèo", "Đám cưới nghèo", "Thân phận nghèo", "Nghèo mà có tình", "Xua đi huyền thoại", "Không giờ rồi", "Tí Ngọ của tôi"... và nhạc lính về Quân lực Việt Nam Cộng hòa như "Rừng lá thấp", "Bông cỏ may", "Thư cho vợ hiền", "Ba tháng quân trường", "Mưa đêm tỉnh nhỏ"...
Năm 2006, ca sĩ Trường Vũ được cấp phép biểu diễn tại Việt Nam.
Năm 2010, anh đã có 2 đêm diễn tại Hà Nội và thành phố Hồ Chí Minh.
Năm 2016, Trường Vũ lần đầu làm giám khảo chương trình "Tình Bolero 2016".

## Album
Danh sách này không tính những CD in lậu hoặc tái bản.
Trung Tâm Ca Dao
| Năm  | Mã đĩa | Tên album                          | Chung với                          |
| ---- | ------ | ---------------------------------- | ---------------------------------- |
| 1995 | CDCD09 | Hận Đồ Bàn                         | Phi Nhung, Hương Lan               |
| 1996 | CDCD14 | Kẻ Bội Bạc                         | Phi Nhung                          |
| 1996 | CDCD16 | Thương Tình Nhân                   | Hương Lan                          |
| 1997 | CDCD19 | Cơn Mê Tình ái                     | Giao Linh                          |
| 1997 | CDCD20 | Tí Ngọ Của Tôi                     |                                    |
| 1997 | CDCD21 | Tình Sầu Biên Giới                 | Quốc Biên, Phượng Lan, Thanh Huyền |
| 1997 | CDCD23 | Đập Vỡ Cây Đàn                     |                                    |
| 1997 | CDCD24 | Đêm Nguyện Cầu                     | Chung Tử Lưu, Hồng Trúc, Quốc Biên |
| 1997 | CDCD26 | Chuyện Ông Đồ Già                  | Chung Tử Lưu, Phi Nhung, Hồng Trúc |
| 1998 | CDCD25 | Năm Cụm Núi Quê Hương              | Phi Nhung, Hồng Trúc               |
| 1998 | CDCD27 | Tình khúc Lính 2 Chúng Mình Ba Đứa |                                    |
| 1998 | CDCD28 | Buồn Trong Kỷ Niệm                 | Hồng Trúc                          |
| 1998 | CDCD30 | Lời Yêu Chưa Ngỏ                   |                                    |
| 1998 | CDCD32 | Túy Ca                             | Hồng Trúc                          |
| 1998 | CDCD33 | Tìm Quên                           |                                    |
| 1998 | CDCD34 | Nhớ Một Người                      | Hồng Trúc                          |
| 1998 | CDCD36 | Phố Vắng                           |                                    |
| 1998 | CDCD38 | Tình khúc Lính 5 Giã Biệt Sài Gòn  |                                    |
| 1998 | CDCD43 | Những Chuyến Xe Trong Cuộc Đời     | Hồng Trúc                          |
| 1998 | CDCD50 | Vọng Về Tim                        | Hồng Trúc                          |
| 1998 | CDCD51 | Hình Ảnh Người Em Không Đợi        | Hồng Trúc                          |
| 1998 | CDCD52 | Tình khúc Lính 7 Thư Cho Vợ Hiền   |                                    |
| 1998 | CDCD53 | Tình Buồn Phố Cũ                   | Lâm Gia Minh                       |
| 1998 | CDCD54 | Bất Hủ 1                           |                                    |
| 1998 | CDCD57 | Bài Ca Dao Xót Xa                  | Lâm Gia Minh                       |
| 1998 | CDCD58 | Những Chuyện Tình Trong Mưa        | Hồng Trúc, Chung Tử Lưu, Phi Nhung |
| 1998 | CDCD66 | Bất Hủ 2                           |                                    |
| 1999 | CDCD73 | Lời Người Lính Trẻ Xa Xôi          | Phi Nhung                          |
| 1999 | CDCD74 | Tuyệt Phẩm 1                       |                                    |
| 1999 | CDCD75 | Tuyệt Phẩm 2                       |                                    |
| 1999 | CDCD76 | Tuyệt Phẩm 3                       |                                    |
| 1999 | CDCD77 | Gái Nhà Nghèo                      | Phi Nhung                          |
| 1999 | CDCD78 | Ru Em                              | Phi Nhung                          |
| 1999 | CDCD79 | Độc Huyền                          | Yến Phương                         |
| 1999 | CDCD88 | Người Tình Không Đến               | Thanh Thu                          |
| 1999 | CDCD89 | Cho Người Tình Nhỏ                 | Hồng Trúc                          |
| 1999 | CDCD91 | Đêm Tàn Bến Ngự                    | Phi Nhung                          |
| 1999 | CDCD92 | Cô Thắm Về Làng                    | Phi Nhung                          |
| 1999 | CDCD93 | Chạnh Lòng                         | Phi Nhung                          |
| 1999 | CDCD98 | Không Bao Giờ Quên Anh             | Thanh Thu                          |
| 1999 |        | Về Quê Ngoại                       | Mộng Thi                           |
| 2006 |        | Mưa Đầu Núi                        | Duy Vũ                             |
| 2006 |        | Hát Cho Mai Sau                    | Duy Vũ                             |

Trung Tâm Phượng Hoàng
| Năm  | Mã đĩa   | Tên album                               | Chung với                      |
| ---- | -------- | --------------------------------------- | ------------------------------ |
| 1995 | PHCD 060 | Gác Nhỏ Đêm Xuân                        | Hưong Lan, Duy Hạnh, Ngọc Bích |
| 1996 | PHCD 066 | Người Phu Kéo Mo Cau                    | Phi Nhung                      |
| 1996 | PHCD 070 | Trở Về Cát Bụi                          |                                |
| 1996 | PHCD 073 | Nó Và Tôi                               |                                |
| 1996 | PHCD 075 | Người Em Xóm Đạo                        | Hạ Vy                          |
| 1996 | PHCD 076 | Tình Ca Lính Viết Từ KBC                |                                |
| 1998 | PHCD 077 | Lá Vàng Khóc Lá Xanh Rơi                |                                |
| 1998 | PHCD 078 | Áo Em Chưa Mặc Một Lần                  |                                |
| 1998 | PHCD 080 | Tình Ca Lính 3 Tâm Sự Người Thương Binh |                                |
| 1998 | PHCD 082 | Chỉ Có Bạn Bè Thôi                      | Hồng Trúc                      |
| 2000 | PHCD 083 | Ông Lái Đò                              |                                |
| 2000 | PHCD 084 | Tình khúc Lính 4 Tình Anh Lính Chiến    | Phi Nhung, Hồng Trúc           |
| 2000 | PHCD 085 | Đêm Buồn Tỉnh Lẻ                        |                                |
| 2000 | PHCD 086 | Nhớ Người Yêu                           |                                |
| 2000 | PHCD 087 | Tình Ca Lính 6 Ngày trở về              | Hồng Trúc                      |
| 2000 | PHCD 088 | Xa Người Mình Yêu                       | Hồng Trúc                      |
| 2000 | PHCD 089 | Chuyện chúng mình                       |                                |
| 2000 | PHCD 090 | Thương Về Miền Trung                    |                                |
| 2000 | PHCD 091 | Tấm Ảnh Ngày Xưa                        | Phi Nhung                      |
| 2000 | PHCD 092 | Tình Ca Lính 8 Nét Buồn Thời Chiến      | Thanh Thu                      |
| 2000 | PHCD 093 | Nghèo                                   |                                |
| 2000 | PHCD 094 | Tâm Sự Người Hát Bài Quê Hương          |                                |
| 2001 | PHCD 095 | Tình Bạn Tình Lính                      |                                |
| 2001 | PHCD 096 | Ơn Cha Mẹ                               |                                |
| 2001 | PHCD 097 | Tình Dại Khờ                            | Quan Kim Thủy                  |
| 2001 | PHCD 098 | Người Mang Tâm Sự                       | Quan Kim Thủy                  |
| 2002 | PHCD 099 | Lính Nghĩ Gì                            | Quan Kim Thủy                  |
| 2002 | PHCD 100 | Không Còn Nhớ Người Yêu                 | Quan Kim Thủy                  |
| 2002 | PHCD 101 | Lệ Tình                                 | Như Quỳnh                      |
| 2002 | PHCD 102 | Tuổi học trò Thời Chinh Chiến           | Như Quỳnh                      |
| 2003 | PHCD 103 | Lại Nhớ Người Yêu                       |                                |
| 2004 | PHCD 104 | Đa Tạ                                   | Quan Kim Thủy                  |
| 2004 | PHCD 105 | Những Bài Tình Ca Dang Dở               |                                |
| 2004 | PHCD 106 | Ngoại Ô Buồn                            |                                |
| 2004 |          | Chuyến Đò Vĩ Tuyến                      | Phi Nhung                      |
| 2005 | PHCD 107 | Những Bài Tình Ca Dang Dở 2             |                                |
| 2005 | PHCD 108 | Kẻ Ở Miền Xa                            |                                |
| 2005 | PHCD 109 | Những Bài Tình Ca Dang Dở 3             |                                |
| 2005 | PHCD 110 | Sương Trắng Miền Quê Ngoại              |                                |
| 2005 |          | Mưa Đêm Tỉnh Nhỏ                        | Phi Nhung                      |

Trung Tâm Vân Sơn
| Năm  | Mã đĩa  | Tên album                                       | Chung với           |
| ---- | ------- | ----------------------------------------------- | ------------------- |
| 2000 | VSCD101 | Ngày Buồn                                       | Tâm Đoan            |
| 2000 | VSCD121 | The Best of Tâm Đoan & Trường Vũ                | Tâm Đoan            |
| 2003 | VSCD127 | Ước Mơ Kẻ Nghèo - Tiễn Em Theo Chồng            |                     |
| 2003 | VSCD130 | Mưa Bay Trong Đời                               | Chế Linh            |
| 2003 | VSCD133 | Tình Người Ngoại Đạo                            |                     |
| 2004 | VSCD134 | Chim Sáo Xa Rồi                                 | Tâm Đoan, Nhã Thanh |
| 2005 | VSCD136 | Xót Xa Tình Đời                                 | Nhã Thanh           |
| 2005 | VSCD144 | Một Thuở Đam Mê                                 |                     |
| 2006 | VSCD157 | Trường Vũ Và Những Tình khúc Trần Thiện Thanh   |                     |
| 2007 | VSCD170 | Ly Rượu Đắng Cay                                |                     |
| 2009 | VSCD180 | Trường Vũ Và Những Tình khúc Trần Thiện Thanh 2 |                     |
| 2012 | VSCD188 | Đêm Tâm Sự                                      |                     |

Trung Tâm Thúy Nga
| Năm  | Mã đĩa  | Tên album                    | Chung với     |
| ---- | ------- | ---------------------------- | ------------- |
| 2001 | TNCD244 | Xin Đừng Trách Đa Đa         | Như Quỳnh     |
| 2003 | TNCD291 | Anh Tiền Tuyến Em Hậu Phương | Như Quỳnh     |
| 2010 | TNCD478 | The Best of Trường Vũ        |               |
| 2013 | TNCD526 | Nhật Ký Đời Tôi              | Mai Thiên Vân |

Khác
| Năm  | Mã đĩa                        | Tên album                               | Chung với             |
| ---- | ----------------------------- | --------------------------------------- | --------------------- |
| 2000 | Tình Đặc Biệt 25              | Hạnh Phúc Đơn Sơ                        | Mạnh Đình, Mạnh Quỳnh |
| 2002 | AsiaCD 180                    | The Best Of Trường Vũ: Gặp nhau Làm Chi |                       |
| 2005 | Eagle Productions             | Một Nửa Đời Nhau                        |                       |
| 2007 | Tình Music Platinum Series 64 | Liên khúc Trộm Nhìn Nhau - Kiếp Đỏ Đen  | Hạ Vy                 |
| 2007 | Tình Music Collection 5       | The Best Of Trường Vũ                   | Hạ Vy                 |
| 2011 | Minh Khang Music              | Thằng Bạn Đời                           | Chế Phong             |

DVD
- The Best of Trường Vũ (ASIA, 2003)
  1. Đêm Buồn Tỉnh Lẻ (Bằng Giang & Tú Nhi) ASIA 23
  2. Từ Lúc Em Đi (Anh Bằng) ASIA 25
  3. Rừng Lá Thấp (Trần Thiện Thanh) ASIA 27
  4. Về (Anh Bằng, thơ: Mưởng Mản) ASIA 28
  5. Căn Nhà Ngoại Ô (Anh Bằng) ASIA 29
  6. Mưa Đêm Tỉnh Nhỏ (Hà Phương & Anh Việt Thanh) ASIA 26
  7. Bông Cỏ May (Trúc Phương) ASIA 31
  8. Núi Đôi (Anh Bằng, thơ: Vũ Cao) ASIA 33
  9. Đường Về Quê Hương (Lam Phương) ASIA 32
  10. Chuyện Người Con Gái Ao Sen (Anh Bằng) ASIA 34
  11. Gặp Nhau Làm Chi (Nguyễn Nam) ASIA 35
  12. Cõi Nhớ (Sông Trà) ASIA 37
  13. Ba Tháng Quân Trường (Hoài Nam) ASIA 36
  14. Thư Xuân Ba Viết Cho Con (Nguyên Thảo) ASIA 38
  15. Cảm Ơn (Trịnh Lâm Ngân) ASIA 39
- The Best of Trường Vũ (Vân Sơn, 2005)
  1. Tâm Sự Người Thương Binh (Tú Nhi) - Vân Sơn 8
  2. Ngày Buồn (Lam Phương) - Trường Vũ & Tâm Đoan - Vân Sơn 18
  3. Túy Ca (Châu Kỳ) - Vân Sơn 10
  4. Chôn Vùi Tâm Sự (Giao Tiên) - Trường Vũ & Tâm Đoan - Vân Sơn 19
  5. Thà Giết Người Yêu (Chẩm Hồng Giang) - Vân Sơn 19
  6. Xa Người Mình Yêu (Vinh Sử) - Vân Sơn 18
  7. Một Ngày Tôi Đi Qua (Mai Châu) - Vân Sơn 14
  8. Chuyện Nàng Hàng Xóm
  9. Nụ Cười Chua Cay (Tú Nhi) - Vân Sơn 15
  10. Mẹ Tôi (Nhị Hà) - Vân Sơn 20
  11. LK Bụi Đời - Trường Vũ & Chế Linh - Vân Sơn 25
  12. Mưa Bay Trong Đời (Duy Khánh) - Vân Sơn 25
  13. LK Nhớ Người Yêu - Trường Vũ & Chế Linh - Vân Sơn 24
  14. Ước Mơ Kẻ Nghèo (Dương Huỳnh) - Vân Sơn 24
  15. Tình Khúc Đoạn Trường (Tú Nhi) - Vân Sơn 21
  16. LK Thành Phố Buồn - Trường Vũ & Chế Linh - Vân Sơn 21
  17. Tiễn Em Theo Chồng (Nhật Đăng Khoa) - Vân Sơn 23
  18. Mộng Tha Hương (Hoàng Nghĩa) - Vân Sơn 26
  19. Xót Xa Tình Đời (Hoàng Nghĩa) - Vân Sơn 27
  20. Một Thuở Đam Mê (Thanh Sơn) - Vân Sơn 29

- The Best of Trường Vũ - Xua Đi Huyền Thoại (Tình)

## Trình diễn trên sân khấu
(Dưới đây chỉ đề cập các màn trình diễn của Trường Vũ trên 3 sân khấu lớn là Thúy Nga, Asia, Vân Sơn)

### Trung tâm Vân Sơn
| STT | Tiết mục                                                         | Thể hiện với | Chương trình | Năm  |
| --- | ---------------------------------------------------------------- | --- | ------------ | ---- |
| 1   | Tâm Sự Người Thương Binh (Tú Nhi)                                | solo | Vân Sơn 8    | 1998 |
| 2   | Túy Ca (Châu Kỳ)                                                 | solo | Vân Sơn 10   | 1998 |
| 3   | Một Ngày Tôi Đi Qua (Mai Châu)                                   | solo | Vân Sơn 14   | 1999 |
| 4   | Nụ cười Chua Cay (Tú Nhi)                                        | solo | Vân Sơn 15   | 2000 |
| 5   | Tình Tôi Nỗi Buồn (Hàn Sinh)                                     | solo | Vân Sơn 17   | 2000 |
| 6   | Xa Người Mình Yêu (Vinh Sử)                                      | solo | Vân Sơn 18   | 2000 |
| 7   | Ngày Buồn (Lam Phương)                                           | Tâm Đoan | Vân Sơn 18   | 2000 |
| 8   | Thà Giết Người Yêu (Chẩm Hồng Giang)                             | solo | Vân Sơn 19   | 2001 |
| 9   | Chôn Vùi Tâm Sự (Giao Tiên)                                      | Tâm Đoan | Vân Sơn 19   | 2001 |
| 10  | Mẹ Tôi (Nhị Hà)                                                  | solo | Vân Sơn 20   | 2001 |
| 11  | Tình khúc Đoạn Trường (Tú Nhi)                                   | solo | Vân Sơn 21   | 2002 |
| 12  | LK Nghèo                                                         | Vân Sơn, Bảo Liêm | Vân Sơn 21   | 2002 |
| 13  | Em Cô Gái Việt Nam (Huỳnh Nhật Tân, Nguyễn Cư)                   | Vân Sơn, Bảo Liêm, Minh Trí, Quang Minh, Nguyễn Thắng                                                                                 | Vân Sơn 21   | 2002 |
| 14  | LK Thành phố Buồn                                                | Chế Linh | Vân Sơn 21   | 2002 |
| 15  | Tiễn Em Theo Chồng (Nhật Đăng Khoa)                              | solo | Vân Sơn 23   | 2002 |
| 16  | LK Nhớ Người Yêu                                                 | Chế Linh | Vân Sơn 24   | 2003 |
| 17  | Mơ Ước Kẻ Nghèo (Dương Huỳnh)                                    | solo | Vân Sơn 24   | 2003 |
| 18  | LK Bụi Đời                                                       | Chế Linh | Vân Sơn 25   | 2003 |
| 19  | Mưa Bay Trong Đời (Duy Khánh)                                    | solo | Vân Sơn 25   | 2003 |
| 20  | Mộng Tha Hương (Hoàng Nghĩa)                                     | solo | Vân Sơn 26   | 2004 |
| 21  | LK Thương Về Miền Trung                                          | Nhã Thanh | Vân Sơn 26   | 2004 |
| 22  | Xót Xa Tình Đời (Hoàng Nghĩa)                                    | solo | Vân Sơn 27   | 2004 |
| 23  | LK Một Chiều Mưa                                                 | Tâm Đoan, Nhã Thanh | Vân Sơn 27   | 2004 |
| 24  | Hạnh Phúc Thương Đau (Hoàng Nghĩa)                               | solo | Vân Sơn 28   | 2004 |
| 25  | Nếu Chúng Mình Cách Trở (Tú Nhi)                                 | Hạ Vy | Vân Sơn 28   | 2004 |
| 26  | Một Thuở Đam Mê (Thanh Sơn)                                      | solo | Vân Sơn 29   | 2005 |
| 27  | Bần (Hoàng Nghĩa)                                                | solo | Vân Sơn 30   | 2005 |
| 28  | Ly Rượu Đắng Cay (Tú Nhi)                                        | solo | Vân Sơn 31   | 2005 |
| 29  | Trong Hai Chọn Một                                               | solo | Vân Sơn 32   | 2005 |
| 30  | Chuyện Người Lên Xe Hoa (Tôn Nữ Huyền Chi)                       | Phi Nhung | Vân Sơn 32   | 2005 |
| 31  | Hài kịch: Người Chồng Bất Đắc Dĩ                                 | Vân Sơn, Bảo Liêm, Hồng Đào | Vân Sơn 32   | 2005 |
| 32  | Đời Là Gì (Nhất Trung)                                           | solo | Vân Sơn 33   | 2006 |
| 33  | Người Phu Quét Đường                                             | solo | Vân Sơn 34   | 2006 |
| 34  | Lòng mẹ Tha Hương                                                | solo | Vân Sơn 35   | 2006 |
| 35  | Thay Lòng                                                        | Lệ Chi | Vân Sơn 35   | 2006 |
| 36  | LK Mùa Thu Lá Bay (LV: Lệ Thanh), Xứ Người Nhớ Quê (Hoàng Nghĩa) | solo | Vân Sơn 36   | 2007 |
| 37  | LK Tình Người Kỹ Nữ                                              | Chế Linh, Chế Phong | Vân Sơn 36   | 2007 |
| 38  | Dừng Bước (Hoàng Nghĩa)                                          | solo | Vân Sơn 37   | 2007 |
| 39  | Tình Người Xa Xứ (Thanh Sơn)                                     | Phi Nhung | Vân Sơn 37   | 2007 |
| 40  | Hận Đồ Bàn (Xuân Tiên)                                           | solo | Vân Sơn 38   | 2007 |
| 41  | Bông Hồng Trắng (Nhật Ngân)                                      | solo | Vân Sơn 39   | 2008 |
| 42  | LK Mẹ Và Quê Hương                                               | Nguyên Khang, Nguyễn Hồng Nhung, Andy Quách, Diễm Liên, Thanh Tuyền, Hạ Vy, Phi Nhung, Linda Chou, Nhã Thanh, Chế Linh, Ngọc Hạ, Vpop | Vân Sơn 39   | 2008 |
| 43  | Tím Cả Rừng Chiều (Thu Hồ)                                       | solo | Vân Sơn 40   | 2008 |
| 44  | Quê Hương Ba Miền (Thanh Sơn)                                    | Việt Thảo, Vân Sơn, Diễm Liên, Hạ Vy, Tâm Đoan, Cát Tiên, Linda Chou                                                                  | Vân Sơn 41   | 2008 |
| 45  | Người Đến Từ Triều Châu (Duy Hòa)                                | solo | Vân Sơn 41   | 2008 |
| 46  | Mẹ (Hoàng Nghĩa)                                                 | solo | Vân Sơn 41   | 2008 |
| 47  | LK Chuyện chúng mình                                             | Chế Linh, Chế Phong | Vân Sơn 41   | 2008 |
| 48  | Xin Gọi Nhau Là Cố Nhân (Song Ngọc)                              | solo | Vân Sơn 42   | 2009 |
| 49  | Hài kịch: Người Khách Lạ                                         | Vân Sơn, Kiều Oanh, Lê Huỳnh, Chế Phong                                                                                               | Vân Sơn 42   | 2009 |
| 50  | Éo Le Cuộc Tình (Thái Khang)                                     | solo | Vân Sơn 43   | 2009 |
| 51  | Cây Đàn Bỏ Quên (Phạm Duy)                                       | Cát Tiên | Vân Sơn 43   | 2009 |
| 52  | Nhạt Nắng (Y Vân, Xuân Lôi)                                      | solo | Vân Sơn 44   | 2010 |
| 53  | Thằng Bạn Đời (Minh Khang)                                       | Vân Sơn | Vân Sơn 44   | 2010 |
| 54  | Trăng Tình Sử (Ngọc Sơn)                                         | solo | Vân Sơn 45   | 2010 |
| 55  | LK Kẻ Trắng Tay (Ngọc Sơn), Xua Đi Huyền Thoại (Thái Hoàng)      | solo | Vân Sơn 46   | 2011 |
| 56  | LK Xin Anh Giữ Trọn Tình Quê                                     | Chế Linh, Giang Tử | Vân Sơn 46   | 2011 |
| 57  | Trong Tầm Mắt Đời (Tú Nhi)                                       | solo | Vân Sơn 47   | 2011 |
| 58  | Nỗi Buồn Hoa Phượng (Thanh Sơn)                                  | Triệu Minh | Vân Sơn 47   | 2011 |
| 59  | Mèo Khóc Chuột (Hồng Xương Long)                                 | solo | Vân Sơn 48   | 2012 |
| 60  | Hái Hoa Rừng Cho Em (Trương Hoàng Xuân)                          | Khúc Mi | Vân Sơn 48   | 2012 |
| 61  | LK Lạy Mẹ Con Đi (Anh Bằng), Mùa Xuân Của Mẹ (Trịnh Lâm Ngân)    | solo | Vân Sơn 49   | 2013 |
| 62  | Lá Thư Trần Thế (Hoài Linh)                                      | Vân Sơn, Bảo Chung | Vân Sơn 49   | 2013 |
| 63  | Áo Em Chưa Mặc Một Lần (Hoài Linh)                               | solo | Vân Sơn 50   | 2014 |
| 64  | Tôi Xa Người Yêu (Dương Tư Thông)                                | solo | Vân Sơn 51   | 2015 |
| 65  | LK Duyên Kiếp, Tình Nghĩa Đôi Ta Chỉ Thế Thôi (Lam Phương)       | Triệu Minh | Vân Sơn 51   | 2015 |

### Trung tâm Tình
| STT | Ca khúc                                           | Thể hiện với | Chương trình                      | Năm  |
| --- | ------------------------------------------------- | ------------ | --------------------------------- | ---- |
| 1   | Ông Lái Đò                                        | solo         | Quê Hương Tình Yêu Và Tuổi Trẻ 3  | 1998 |
| 2   | Nhớ Người Yêu (Giao Tiên)                         | solo         | Quê Hương Tình Yêu Và Tuổi Trẻ 4  | 1999 |
| 3   | Xua Đi Huyền Thoại                                | solo         | Quê Hương Tình Yêu Và Tuổi Trẻ 5  | 1999 |
| 4   | Căn Nhà Mộng Ước (Thanh Phương)                   | solo         | Quê Hương Tình Yêu Và Tuổi Trẻ 6  | 2000 |
| 5   | Giết Người Anh Yêu (Vinh Sử)                      | solo         | Quê Hương Tình Yêu Và Tuổi Trẻ 7  | 2000 |
| 6   | Trời Quê Mẹ (Văn Đắc Nguyên)                      | solo         | Quê Hương Tình Yêu Và Tuổi Trẻ 8  | 2001 |
| 7   | Xin Làm Người Xa Lạ                               | solo         | Quê Hương Tình Yêu Và Tuổi Trẻ 9  | 2001 |
| 8   | LK Đôi Ngả Chia Ly                                | Hạ Vy        | Quê Hương Tình Yêu Và Tuổi Trẻ 10 | 2002 |
| 9   | Thiệp Hồng Báo Tin (Minh Kỳ, Huy Cuồng)           | solo         | Quê Hương Tình Yêu Và Tuổi Trẻ 11 | 2003 |
| 10  | Liên Khúc Không Con Nhớ Người Yêu (Nhiều tác giả) | solo         | Quê Hương Tình Yêu Và Tuổi Trẻ 12 | 2004 |
| 11  | Bài Tình Ca Cô Đơn (Đài Phương Trang)             | solo         | Quê Hương Tình Yêu Và Tuổi Trẻ 13 | 2005 |
| 12  | Nghèo Mà Có Tình (Thai Khang)                     | solo         | Quê Hương Tình Yêu Và Tuổi Trẻ 14 | 2006 |
| 13  | Về Tham Quê Minh (Làm Hoài Thách)                 | solo         | Quê Hương Tình Yêu Và Tuổi Trẻ 15 | 2007 |
| 14  | Tương tư áo trắng (Vinh Su)                       | solo         | Quê Hương Tình Yêu Và Tuổi Trẻ 16 | 2008 |

### Trung tâm Asia
| STT | Tiết mục                                                                        | Thể hiện với | Chương trình | Năm  |
| --- | ------------------------------------------------------------------------------- | ------------ | ------------ | ---- |
| 1   | Đêm Buồn Tỉnh Lẻ (Tú Nhi, Bằng Giang)                                           | solo         | ASIA 23      | 1998 |
| 2   | Từ Lúc Em Đi (Anh Bằng)                                                         | solo         | ASIA 25      | 1999 |
| 3   | Mưa Đêm Tỉnh Nhỏ (Hà Phương, Anh Việt Thanh)                                    | solo         | ASIA 26      | 1999 |
| 4   | Rừng Lá Thấp (Trần Thiện Thanh)                                                 | solo         | ASIA 27      | 1999 |
| 5   | Về (Anh Bằng, Mường Mán)                                                        | solo         | ASIA 28      | 2000 |
| 6   | Căn Nhà Ngoại Ô (Anh Bằng)                                                      | solo         | ASIA 29      | 2000 |
| 7   | Bông Cỏ May (Trúc Phương)                                                       | solo         | ASIA 31      | 2000 |
| 8   | Đường Về Quê Hương (Lam Phương)                                                 | solo         | ASIA 32      | 2001 |
| 9   | Núi Đôi (Anh Bằng, Vũ Cao)                                                      | solo         | ASIA 33      | 2001 |
| 10  | Chuyện Người Con Gái Ao Sen (Anh Bằng)                                          | solo         | ASIA 34      | 2001 |
| 11  | Gặp nhau Làm Chi (Nguyễn Tâm)                                                   | solo         | ASIA 35      | 2001 |
| 12  | Ba Tháng Quân Trường (Hoài Nam)                                                 | solo         | ASIA 36      | 2002 |
| 13  | Cõi Nhớ (Sông Trà)                                                              | solo         | ASIA 37      | 2002 |
| 14  | Thư Xuân Ba Viết Cho Con (Nguyên Thảo)                                          | solo         | ASIA 38      | 2002 |
| 15  | Cảm ơn (Trịnh Lâm Ngân)                                                         | solo         | ASIA 39      | 2002 |
| 16  | LK Thành phố Buồn, Nghẹn Ngào, Tình Chết Theo Mùa Đông, Tình Bơ Vơ (Lam Phương) | Thanh Trúc   | ASIA 40      | 2003 |
| 17  | LK Chuyện Giàn Thiên Lý, Chuyện Hoa Sim (Anh Bằng)                              | solo         | ASIA 42      | 2003 |
| 18  | Đồi Thông Hai Mộ (Hồng Vân)                                                     | solo         | ASIA 43      | 2004 |
| 19  | LK Giọt Lệ Đài Trang (Châu Kỳ), Đôi Ngã Chia Ly (Khánh Băng)                    | Ngọc Huyền   | ASIA 44      | 2004 |
| 20  | Phận Gái Thuyền Quyên (Giao Tiên, Nguyên Thảo)                                  | Ngọc Huyền   | ASIA 45      | 2005 |
| 21  | Mưa Ngoại Ô (Anh Bằng)                                                          | solo         | ASIA 46      | 2005 |

### Trung tâm Thúy Nga

#### Chương trình Paris By Night
| STT | Tiết mục | Thể hiện với          | Chương trình       | Năm  |
| --- | --- | --------------------- | ------------------ | ---- |
| 1   | LK Nghèo: Nghèo (Trần Quý), Số Nghèo (Như Phy), Hai Đứa Nghèo (Lê Mộng Bảo)                                          | Mạnh Đình, Mạnh Quỳnh | Paris By Night 53  | 2000 |
| 2   | Tuyết Lạnh (Lê Dinh, Phương Trà)                                                                                     | Hoàng Lan             | Paris By Night 53  | 2000 |
| 3   | Nhớ Người Yêu (Hoàng Hoa, Thảo Trang)                                                                                | Như Quỳnh             | Paris By Night 56  | 2000 |
| 4   | Chia Xa (Hồng Vân)                                                                                                   | solo                  | Paris By Night 56  | 2000 |
| 5   | Hoa Tím Bằng Lăng (Võ Đông Điền)                                                                                     | solo                  | Paris By Night 57  | 2000 |
| 6   | Trên Lối Nhỏ (Cô Phượng, Phương Anh)                                                                                 | solo                  | Paris By Night 58  | 2001 |
| 7   | Điều Có Thật (Thế Hiển, Xuân Quý)                                                                                    | solo                  | Paris By Night 59  | 2001 |
| 8   | LK Thất Tình: Tôi Mất Người Yêu (Hồng Vân, Trần Quý), Nghèo Tình (Trần Quý), Người Không Cô Đơn (Vinh Sử, Cô Phượng) | Mạnh Đình, Mạnh Quỳnh | Paris By Night 60  | 2001 |
| 9   | Không Giờ Rồi (Vinh Sử)                                                                                              | Như Quỳnh             | Paris By Night 60  | 2001 |
| 10  | Xin Tròn Tuổi Loạn (Hoài Linh)                                                                                       | solo                  | Paris By Night 61  | 2001 |
| 11  | Chiều Bên Đồi Sim (Đài Phương Trang)                                                                                 | Như Quỳnh             | Paris By Night 65  | 2002 |
| 12  | Hát Cho Mai Sau (Trịnh Lâm Ngân)                                                                                     | solo                  | Paris By Night 66  | 2002 |
| 13  | Anh Tiền Tuyến Em Hậu Phương (Minh Kỳ)                                                                               | Như Quỳnh             | Paris By Night 67  | 2002 |
| 14  | Trăng Rụng Xuống Cầu (Hoàng Thi Thơ)                                                                                 | Như Quỳnh             | Paris By Night 68  | 2003 |
| 15  | LK Ly Cà Phê Cuối Cùng (Minh Kỳ, Thế Vinh), Chúng Mình Ba Đứa (Song Ngọc, Hoài Linh)                                 | Mạnh Đình, Mạnh Quỳnh | Paris By Night 69  | 2003 |
| 16  | LK Sao Không Thấy Anh Về, Nén Hương Yêu (Duy Khánh)                                                                  | Như Quỳnh             | Paris By Night 69  | 2003 |
| 17  | Tấm Ảnh Ngày Xưa (Lê Dinh)                                                                                           | solo                  | Paris By Night 70  | 2003 |
| 18  | Hành Trang Giã Từ (Trường Sa)                                                                                        | Như Quỳnh             | Paris By Night 70  | 2003 |
| 19  | Đính Ước (Giao Tiên)                                                                                                 | Như Quỳnh             | Paris By Night 73  | 2004 |
| 20  | Thư Cho Vợ Hiền (Song Ngọc)                                                                                          | solo                  | Paris By Night 74  | 2004 |
| 21  | LK Con Đường Xưa Em Đi (Châu Kỳ, Hồ Đình Phương), Xin Anh Giữ Trọn Tình Quê (Duy Khánh)                              | Như Quỳnh             | Paris By Night 77  | 2005 |
| 22  | Tiếng Ca Đó Về Đâu (Châu Kỳ, Nguyễn Tiến Thịnh)                                                                      | solo                  | Paris By Night 78  | 2005 |
| 23  | LK Trong Tầm Mắt Đời, Thương Hận (Tú Nhi)                                                                            | Chế Linh              | Paris By Night 79  | 2005 |
| 24  | Chuyện Ngày Cuối Năm (Hàn Sinh)                                                                                      | solo                  | Paris By Night 80  | 2006 |
| 25  | Phố Đêm (Tâm Anh) | Như Quỳnh             | Paris By Night 84  | 2006 |
| 26  | Đêm Tiền Đồn (Lam Phương)                                                                                            | solo                  | Paris By Night 88  | 2007 |
| 27  | Con Đường Mang Tên Em (Trúc Phương)                                                                                  | Như Quỳnh             | Paris By Night 100 | 2010 |
| 28  | Giọt Cà Phê Đầu Tiên (Trần Thiện Thanh)                                                                              | Mạnh Quỳnh            | Paris By Night 101 | 2011 |
| 29  | Hai Đứa Giận Nhau (Hoài Linh, Hà Vị Dương)                                                                           | Mai Thiên Vân         | Paris By Night 106 | 2012 |
| 30  | LK Vòng Tay Nào Cho Em (Ngọc Lan, Hoàng Lê Vũ), Vì Trong Nghịch Cảnh (Hoài Nam)                                      | Mai Thiên Vân         | Paris By Night 107 | 2013 |
| 31  | Anh Hãy Về Đi (Sang Đông, Ngân Trang)                                                                                | Mai Thiên Vân         | Paris By Night 109 | 2013 |
| 32  | Đồng Cảnh Ngộ (Ngân Giang)                                                                                           | Như Quỳnh             | Paris By Night 119 | 2016 |
| 33  | Nhịp Cầu Tri Âm (Hoài Linh)                                                                                          | Như Quỳnh             | Paris By Night 126 | 2018 |
| 34  | Đừng Phụ Lòng Nhau (Đài Phương Trang)                                                                                | Phi Nhung             | Paris By Night 127 | 2018 |
| 35  | Nếu Mộng Không Thành (Giao Tiên)                                                                                     | Mai Thiên Vân         | Paris By Night 128 | 2019 |
| 36  | Gửi Người Cùng Xóm (Đài Phương Trang)                                                                                | solo                  | Paris By Night 129 | 2019 |
| 37  | Bài Ca Kỷ Niệm (Bằng Giang, Tú Nhi)                                                                                  | Như Quỳnh             | Paris By Night 130 | 2020 |
| 38  | Tôi Chưa Có Mùa Xuân (Châu Kỳ)                                                                                       | solo                  | Paris By Night 131 | 2021 |
| 39  | Thuyền Hoa (Phạm Thế Mỹ)                                                                                             | Như Quỳnh             | Paris By Night 132 | 2022 |
| 40  | Đời Là Cát, Bụi Là Ta (Thái Kiệt)                                                                                    | solo                  | Paris By Night 133 | 2022 |
| 41  | Duyên Có Nợ Không (Chí Tài)                                                                                          | Như Quỳnh             | Paris By Night 134 | 2023 |
| 42  | Hơn Một Lời Cảm Ơn (Ngô Minh Tài)                                                                                    | Hợp Ca                | Paris By Night 134 | 2023 |
| 43  | Những Chuyến Xe Trong Cuộc Đời (Hoài Linh)                                                                           | Hạ Vy                 | Paris By Night 136 | 2024 |

#### Chương trình thu hình khác
| STT | Tên bài hát                 | Thể hiện cùng | Chương trình                              | Năm  |
| --- | --------------------------- | ------------- | ----------------------------------------- | ---- |
| 1   | Căn Nhà Màu Tím (Hoài Linh) | Mai Thiên Vân | Mai Thiên Vân Live Show - Nhật Ký Đời Tôi | 2017 |
| 2   | Lá Thư Đô Thị (Tuấn Lê)     | Solo          | Mai Thiên Vân Live Show - Nhật Ký Đời Tôi | 2017 |
| 3   | Tình Hậu Phương (Minh Kỳ)   | Như Quỳnh     | Paris By Night Tiếu Vương Hội             | 2023 |

#### Chương trình Thúy Nga Music Box
| STT | Tên bài hát                                          | Thể hiện cùng | Chương trình           | Năm  |
| --- | ---------------------------------------------------- | ------------- | ---------------------- | ---- |
| 1   | Nhớ Người Yêu (Hoàng Hoa & Thảo Trang)               | Như Quỳnh     | Thúy Nga Music Box #4  | 2020 |
| 2   | Áo Em Chưa Mặc Một Lần (Hoài Linh)                   | solo          | Thúy Nga Music Box #4  | 2020 |
| 3   | Không Giờ Rồi (Cô Phượng & Vinh Sử)                  | Như Quỳnh     | Thúy Nga Music Box #4  | 2020 |
| 4   | Người Mang Tâm Sự (Như Phy)                          | solo          | Thúy Nga Music Box #4  | 2020 |
| 5   | LK Sao Không Thấy Anh Về & Nén Hương Yêu (Duy Khánh) | Như Quỳnh     | Thúy Nga Music Box #4  | 2020 |
| 6   | Vòng Nhẫn Cưới (Vinh Sử)                             | solo          | Thúy Nga Music Box #29 | 2021 |
| 7   | Kể Chuyện Trong Đêm (Hoàng Trang)                    | Như Quỳnh     | Thúy Nga Music Box #29 | 2021 |
| 8   | Người Phụ Tình Tôi (Thái Thịnh)                      | Như Quỳnh     | Thúy Nga Music Box #29 | 2021 |
| 9   | Vùng Lá Me Bay (Anh Việt Thanh)                      | Như Quỳnh     | Thúy Nga Music Box #29 | 2021 |
| 10  | Thị Trấn Về Đêm (Huy Phong)                          | solo          | Thúy Nga Music Box #29 | 2021 |
| 11  | Duyên Kiếp (Lam Phương)                              | Như Quỳnh     | Thúy Nga Music Box #29 | 2021 |